# Job van Uitert
Job van Uitert, né le 10 octobre 1998 à Dongen aux Pays-Bas, est un pilote automobile néerlandais.

## Carrière
Sans aucune expérience du karting, Job van Uitert a commencé à courir en sport automobile à l'âge de 14 ans. 
En 2015, il participe au championnat allemand de Formule 4 pour l'écurie Provily Racing.
En 2016, il changea d'écurie pour passer chez l'écurie suisse Jenzer Motorsport pour laquelle il participa aux championnats allemand et italien de Formule 4. C'est en Italie qu'il eu le plus de succès car il y remporta deux courses et finira le championnat en quatrième position.
En 2017, Job van Uitert renouvela l'expérience avec le Jenzer Motorsport et participa au même championnat que l'année précédente. Il effectua des progrès dans le championnat italien en y remportant 4 courses et finira le championnat en 2e position.
En 2018, il changea de discipline et s'engagea en endurance. Pour cela il participa avec l'écurie anglaise RLR Msport au championnat European Le Mans Series et en Michelin Le Mans Cup dans la catégorie LMP3. Il remporta le championnat European Le Mans Series avec deux victoires aux 4 Heures du Castellet 2018 et aux 4 Heures du Red Bull Ring. Il n'a pas eu autant de réussite en Michelin Le Mans Cup où il termina en neuvième position.
En 2019, fort de ses bons résultats lors de la saison et d'un test réussi à Sebring, il continua en European Le Mans Series mais dans la catégorie LMP2 pour le compte de l'écurie tenante du titre, le G-Drive Racing. Lors de sa deuxième course dans cette catégorie, aux 4 Heures de Monza, il remporte le meilleur temps en course et sa première victoire au général dans une course d'endurance.

## Palmarès

### European Le Mans Series
| Année | Ecurie         | Châssis      | Moteur                      | Classe | 1                | 2                 | 3                | 4                | 5                | 6                | Position | Points |
| ----- | -------------- | ------------ | --------------------------- | ------ | ---------------- | ----------------- | ---------------- | ---------------- | ---------------- | ---------------- | -------- | ------ |
| 2018  | RLR Msport     | Ligier JS P3 | Nissan VK50VE 5,0 l V8 Atmo | LMP3   | LEC gén:16 cls:1 | MON gén:27 cls:11 | RBR gén:18 cls:1 | SIL gén:18 cls:6 | SPA gén:13 cls:2 | POR gén:15 cls:5 | 1re      | 77.5   |
| 2019  | G-Drive Racing | Aurus 01     | Gibson GK428 4,2 l V8 Atmo  | LMP2   | LEC gén:4 cls:4  | MON gén:1 cls:1   | BAR              | SIL              | SPA              | POR              | 1re*     | 38*    |

N.B. * Saison en cours. Les courses en " gras  'indiquent une pole position, les courses en "italique" indiquent le meilleur tour de course.

### 24 Heures du Mans
| Année | Equipe         | Coéquipiers                    | Voiture         | Classe | Tours | Pos. | Class Pos. |
| ----- | -------------- | ------------------------------ | --------------- | ------ | ----- | ---- | ---------- |
| 2019  | G-Drive Racing | Roman Rusinov Jean-Éric Vergne | Aurus 01-Gibson | LMP2   | 364   | 11e  | 6e         |